# Строфа
Строфа представља одређени број стихова који чине осећајну, ритмичку и мисаону целину у песми. 

## Врсте
С обзиром на број стихова, разликују се следеће врсте китица или строфа: 
- моностих - строфа од једног стиха,
- двостих (дистих) - строфа од два стиха,
- тростих (терцина) - строфа од три стиха,
- четворостих (катрен) - строфа од четири стиха,
- петостих (квинтил или квинтина) - строфа од пет стихова,
- шестостих (секстина, сестина) - строфа од шест стихова,
- седмостих (септима) - строфа од седам стихова,
- осмостих (октава) - строфа од осам стихова,
- деветостих (нона) - строфа од девет стихова,
- десетостих (децима) - строфа од десет стихова.

Најпознатија и најкоришћенија је строфа од четири стиха - катрен.
Песма од четрнаест стихова, састављена од два катрена и две терцине, назива се сонет. Када се 14 сонета међусобно повежу тако да се завршни стих претходног сонета јавља као први стих наредног сонета, и од тих поновљених 14 стихова добије се петнаести - мајсторски сонет, онда настаје такозвани сонетни венац. Сонетни венац је песнички облик настао врло рано (још у 13. веку у Италији). Писао га је словеначки песник Франце Прешерен, а у српској поезији се јавља у песништву новијих стваралаца (Бранко Миљковић, Милосав Тешић и други). У српској поезији постоји више од 30 сонатних венаца.
Ако се једна мисаона целина не завршава у једном стиху или строфи него се преноси у наредни стих или строфу, настаје опкорачење:
| „ | Ти си као и ја, од младости ране, Осетио општу судбу што нас гази... | ” |

Рефрен је фигура понављања. Настаје када се једна реч или група речи, или цео стих, понављају после сваке строфе или након већег броја стихова. Употреба рефрена истиче основно песниково осећање или мисао која је битна за целу песму и песниково расположење изражено у песми.

## Препоручена литература
- Група аутора: Речник књижевних термина, Нолит, Београд, 1975.
- Солар, Миливој: Теорија књижевности, Школска књига, Загреб, 1977.
- Живковић, Драгиша: Теорија књижевности са теоријом писмености, Завод за издавање уџбеника, Београд, 1990.
- Тартаља, Иво: Теорија књижевности, Завод за издавање уџбеника, Београд, 1998.
- Милосављевић, Петар: Теорија књижевности, Завод за издавање уџбеника, Београд, 1997.
- Димитријевић, Радмило: Теорија књижевности - композиција, језик и стил, Вук Караџић, Београд, 1969.